# Ильин, Галактион Порфирьевич
Галактион Порфирьевич Ильин (латыш. Galaktions Iļjins; 27 октября 1898, Ковнатская волость — 29 июня 1978, Резекне) — латвийский политический и государственный деятель, депутат и член президиума «Народного Сейма».

## Биография
Член компартии с 1925 года.
Был лидером Латгальской социал-демократической партии, подвергался аресту в 1927 году. Ильину предлагалось властями уехать в СССР, но он отказался от этого. Осуждён в 1932 году на каторжные работы.
В 1940 году избран в «Народный Сейм».
Во время Великой Отечественной войны воевал в Латвийской стрелковой дивизии (1942—1943).
В 1945 году возглавлял исполком Резекненского уезда.
После этого был председателем Карсавского райисполкома.
С 1960 года — на пенсии. Умер в Резекне в 1978 году.